# Cabo Gloucester
O cabo Gloucester (também conhecido como Tuluvu) é um cabo na ilha da Nova Bretanha, na Papua-Nova Guiné. Durante a Segunda Guerra Mundial, os japoneses capturaram a ilha e trasladaram a maioria da população nativa da zona do cabo Gloucester para construir dois campos de aviação. Durante a campanha da Nova Guiné no contexto da Guerra do Pacífico, as forças dos Estados Unidos decidiram capturar o cabo Gloucester precisamente por estas duas pistas de aterragem e ajudar os ataques planeados à guarnição de Rabaul, uma importante área da Nova Bretanha. Converteu-se então no local da Batalha do Cabo Gloucester, parte da Operação Roda, em dezembro de 1943. Após uma longa luta, dificultada pela chuva, as forças americanas asseguraram o controlo do lugar. Com o final da guerra o cabo foi devolvido aos nativos.